# Estación Las Industrias
Las Industrias es una estación ferroviaria proyectada como punto de detención para el servicio Tren Santiago-Batuco, ubicada en la comuna de Quilicura, Santiago. Se estima que estará operativa en 2028.

## Descripción
La estación se hallará emplazada como la estación al medio de la red, siendo el límite entre la zona urbana y la rural del proyecto.
La estación será construida a nivel de superficie, con una estructura de hormigón armado y cierre perimetral del mismo material. Los andenes serán accesibles solo por medio de un túnel bajo tierra. Los andenes serán construidos para tener una longitud de 150 m. Existirán 3 vías corriendo por la estación. La estación contará con dos accesos principales y un andén con dos plataformas.

## Conexión con Red Metropolitana de Movilidad
La estación posee 2 paraderos de la Red Metropolitana de Movilidad en sus alrededores, los cuales corresponden a:
| Paradero / Código                              | Recorridos                                  |
| ---------------------------------------------- | ------------------------------------------- |
| Cerro Los Cóndores / esq. San Ignacio (PB1204) | B12 (Lo Marcoleta) - B12c (Lo Marcoleta)    |
| Cerro Los Cóndores / esq. El Juncal (PB1210)   | B12 (Metro Zapadores) - B12c (Buenaventura) |